# Општина Грозешти (Мехединци)
Грозешти (рум. Grozeşti) општина је у Румунији у округу Мехединци.
Oпштина се налази на надморској висини од 195 m.